# Zanè
Zanè is een gemeente in de Italiaanse provincie Vicenza (regio Veneto) en telt 6640 inwoners (2020). De oppervlakte bedraagt 7,6 km², de bevolkingsdichtheid is 834 inwoners per km².

## Demografie
Zanè telt ongeveer 2323 huishoudens. Het aantal inwoners steeg in de periode 1991-2001 met 14,1% volgens cijfers uit de tienjaarlijkse volkstellingen van ISTAT.
| Jaar | Inwoneraantal |
| ---- | ------------- |
| 1991 | 5358          |
| 2001 | 6114          |

## Geografie
Zanè grenst aan de volgende gemeenten: Carrè, Marano Vicentino, Piovene Rocchette, Santorso, Schio, Thiene, Zugliano.